# Homostegia hertelii
Homostegia hertelii är en lavart som beskrevs av D. Hawksw., V. Atienza & M.S. Cole 2004. Homostegia hertelii ingår i släktet Homostegia, klassen Dothideomycetes, divisionen sporsäcksvampar och riket svampar.   Inga underarter finns listade i Catalogue of Life.